# Sirdaryo Gulistan
Pour les articles homonymes, voir Golestan.
Maillots
Le Futbol klubi Sirdaryo Gulistan (en ouzbek : футбол клуби Сирдарё Гулистон), plus couramment abrégé en Sirdaryo Gulistan, est un club ouzbek de football fondé en 1960 et basé dans la ville de Gulistan.
Il dispute le championnat de deuxième division ouzbék lors de la saison 2011.

## Histoire
Fondé en 1960 sous le nom de Zelinnik Yangiyer, le Sirdaryo Gulistan est l'un des 17 clubs ayant pris part au premier championnat de l'Ouzbékistan (sous le nom de FK Yangiyer), organisé quelques mois après la déclaration de l'indépendance du pays.
Sa meilleure performance en championnat est une dixième place, obtenue à l'issue de la saison 1995. 
À la suite d'une finale de Coupe d'Ouzbékistan jouée et perdue face au Neftchi Ferghana en 1994, le FK Yangiyer a eu l'occasion de disputer la Coupe d'Asie des vainqueurs de coupe, le Neftchi ayant réalisé le doublé Coupe-championnat. Il a atteint les huitièmes de finale de la compétition.
Le club a disputé sa dernière saison parmi l'élite en 1999 et a joué jusqu'en 2010 en championnats régionaux. Il revient en deuxième division, la Birinchi Liga lors de la saison 2011.
L'équipe a connu plusieurs changements de nom et fusion au cours des années 2000. En 2000, le FK Yangiyer est absorbé par le FK Gulistan. Deux ans plus tard, le club renaît sous le nom de FK Yangiyer mais fusionne finalement avec le FK Gulistan en 2005 pour former le Sirdaryo Gulistan.
L'un des meilleurs joueurs ayant porté les couleurs du club est Igor Shkvyrin dans les années 1980.

### Noms successifs
- 1960-1967 : Zelinnik Yangiyer
- 1968-1999 : FK Yangiyer
- 2000-2001 : Absorption par le FK Gulistan
- 2002-2004 : FK Yangiyer
- Depuis 2005 : Fusion avec le FK Gulistan pour former le Sirdaryo Gulistan

## Palmarès
| Compétitions nationales                     |
| ------------------------------------------- |
| - Coupe d'Ouzbékistan : - Finaliste : 1994. |

## Entraîneurs du club
- Guennadi Krasnitski (1972)
- Guennadi Krasnitski (1977)
- Berador Abduraimov
- Nikolaï Koulikov
- Igor Chkvirine
- Ilhom Suyunov
- Bahodir Davlatov (2011)
- Hayrullo Abdiev (2012 - )